# アルディ (アルディピテクス)
アルディ (Ardi) は、約440万年前のアルディピテクス・ラミドゥス（ラミダス猿人）の女性と見られる化石人骨（標本番号 ARA-VP-6/500）に与えられた愛称である。猿人の全身骨格として最初に発見されたルーシー（約318万年前）や、現存最古の幼児の全身骨格であるセラム（約332万年前）などをも100万年以上さかのぼるアルディは、2010年代初頭の時点で化石人類最古の全身骨格をそなえている。頭蓋骨、歯、骨盤、手足など、初期ホミニンの化石としては最も多くの部位が残されており、重要な箇所の残存という点でもルーシーを上回る。その分析結果は、従来推測されていた人類と類人猿の最も近い共通祖先の姿を大きく覆すなど、古人類学の研究に大きな衝撃をもたらした。初めて研究成果が公表された2009年には、米国の科学誌『サイエンス』が、その年の最も顕著な科学的業績（ブレイクスルー・オブ・ザ・イヤー）に、アルディに関する諸研究を挙げている。
属の名前の一部であると同時に全身骨格の愛称にもなった「アルディ」は、発見されたエチオピアのアファール語で「大地」を意味する。

## 発見と公表

### 奇跡的な発見

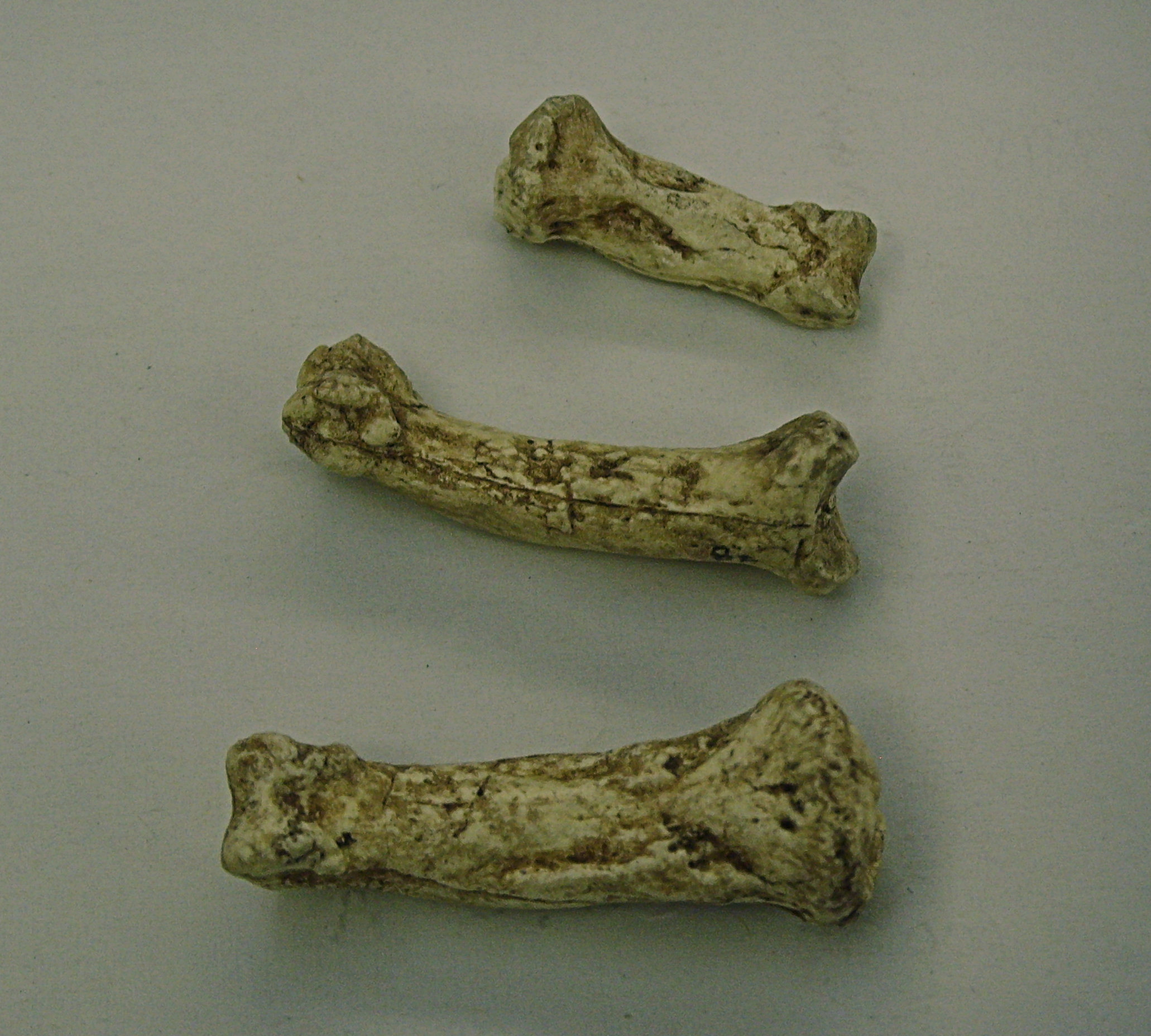
アルディの指の骨の複製

アルディの発見は1994年のことだったが、そのきっかけとなる発見は、1992年にさかのぼる。1992年12月17日、ティム・ホワイトの調査チームに参加していた東京大学の諏訪元は、既知の種と異なるホミニンの歯を発見した。その歯は石ころに混じっていたため、諏訪のような化石人骨を見分ける訓練を積んだ者でなかったら見落とされていただろうとも言われている。その歯が進化の特徴を読み取りづらい第三大臼歯（いわゆる親知らず）であったことから、諏訪自身には落胆する気持ちもあったというが、この歯の発見がきっかけとなり、周辺で新たなホミニンの発見が相次いだ。これがのちに「アルディピテクス・ラミドゥス」と呼ばれることになる化石人骨群であった。
その発見を踏まえて周辺の調査がさらに続けられ、1994年11月に、調査隊の一人ヨハネス・ハイレ＝セラシエが、潰れた箇所もあったものの、かなりの部位が残った化石人骨を発見した。これが後に「アルディ」と名付けられた個体である。骨格が見付かったのはアワッシュ渓谷中流域のアラミスと名づけられた場所である。アルディの破損は死後カバなどの大型動物に踏まれたものと推測されているが、それによってハイエナなどに食い散らかされる前に泥に埋もれることができ、かえって比較的良好な保存状態になったと考えられている。アルディの生息環境は類人猿のそれと類似していたと考えられているが、森林が多いそのような環境では、類人猿は肉食獣の餌食にならなくても、樹下に落ちて死体が腐敗した後、骨も風化してしまうので、同じ時期の類人猿の場合、全身骨格どころか、骨片の発見すらきわめてまれなことである。そのような貴重な骨が地表に露出し、風化しないうちに発見されたことについては、ルーシーをはじめとする様々な化石人骨発見の場に居合わせてきたティム・ホワイトをして、「奇跡としか言いようがない」と言わしめた。のちに研究グループに加わる比較解剖学者のオーウェン・ラヴジョイもまた、初めてその骨格を実見したときのことを「重要な部分がすべて残っていると気づくのに、10分ほどかかりました。すごい、まさに奇跡だと驚きました」と述懐している。

### 発掘と復元の困難さ
アルディの残存状況は良好ではあったが、その化石化は不十分で、そのまま掘り出そうとすると化石自体が崩れてしまう危険性があった。そのため、化石を見つけ次第、周辺の土砂ごと凝固剤で固め、エチオピア国立博物館の研究室に持ち込んで慎重な復元作業を行うという手間をかける必要があった（ラヴジョイが実見したのも、この博物館でのことである）。発掘された断片は125点にのぼったが、アルディの実物に触ったことがある研究者は諏訪、ホワイトのほかは、ごくわずかしかいないという。ルーシーの発見者の一人であったドナルド・ジョハンソンにしても、公表（後述）直後にエチオピア国立博物館から許可を得るところまでは成功したが、調査チームの共同責任者のベルハネ・アスフォーの許可を得られずに実見できなかったという。
特に頭蓋はひどく砕けていたが、前述の理由から実物を使った復元作業ができなかったため、諏訪によってCT技術を使ってコンピュータ画像として復元するという手法がとられた。CTを使った復元という手法には、ポワチエ大学のミシェル・ブリュネの影響もあったという。ブリュネは現存最古の化石人骨であるサヘラントロプス・チャデンシス「トゥーマイ」(Toumaï) の発見者であり、諏訪は研究チームを代表し、2001年12月（トゥーマイの分析が『ネイチャー』で公表される約半年前）にブリュネのもとを訪ね、頭蓋骨の実物を前に詳細な専門的議論をかわしていたのである。この縁でブリュネから研究チームに対し、CT技術を使った復元の経過についての紹介があり、そのことが、後にアルディを公表したときの論文のひとつで、アルディとトゥーマイの復元頭蓋骨の比較を行うことにつながったという。

### 公表と反響
アルディはその復元や評価に時間がかかったため、すごい化石らしいという噂ばかりが広まっていたものの、公表されたのは2009年になってからだった。その成果は『サイエンス』2009年10月2日号に掲載された11本の論文として結実し、アルディに関するさまざまな角度からの分析やその生息環境について論じられた。この特集は100ページ近くになり、その号全体の約半分を占めた。『サイエンス』が後にこの一連の研究を「ブレイクスルー・オブ・ザ・イヤー」に選出したというのは、冒頭に述べたとおりである。
この公表を受けて、マスメディアはアルディについてこぞって報じ、ディスカバリー・チャンネルでは公表から2週間と経たないうちに、早速アルディの2時間番組を放送した。日本でも10月2日の朝日新聞、読売新聞、毎日新聞、産経新聞などの朝刊各紙がこの公表を報じ、朝日新聞は11月3日付の朝刊科学面で、ほぼ1面を割いた解説記事を掲載した。
発見された時点では最古の人類だったが、公表に時間がかかり、その間にアルディピテクス・カダバ（1997年発見、2001年公表）、オロリン・トゥゲネンシス（2000年発見・公表）、サヘラントロプス・チャデンシス（2001年発見、2002年公表）などの500万年前から700万年前の重要な発見が相次いだため、アルディは公表時点で最古の人類ではなくなっていた。しかし、アルディよりも古い人骨はいずれもほとんど共通する部位を含まない断片にすぎない。特に最古のサヘラントロプスに至っては頭蓋骨しか出土しておらず、大後頭孔の位置から直立二足歩行の可能性が指摘されるにとどまっている。このため、現在発見されている範囲では、アルディは人類が類人猿との共通祖先から分岐した原初の姿に最も近い特徴を備えていると考えられており、前出のジョハンソンは、ロゼッタ・ストーンに喩えて、初期人類の解明に寄与するものと位置づけている。

## 特色

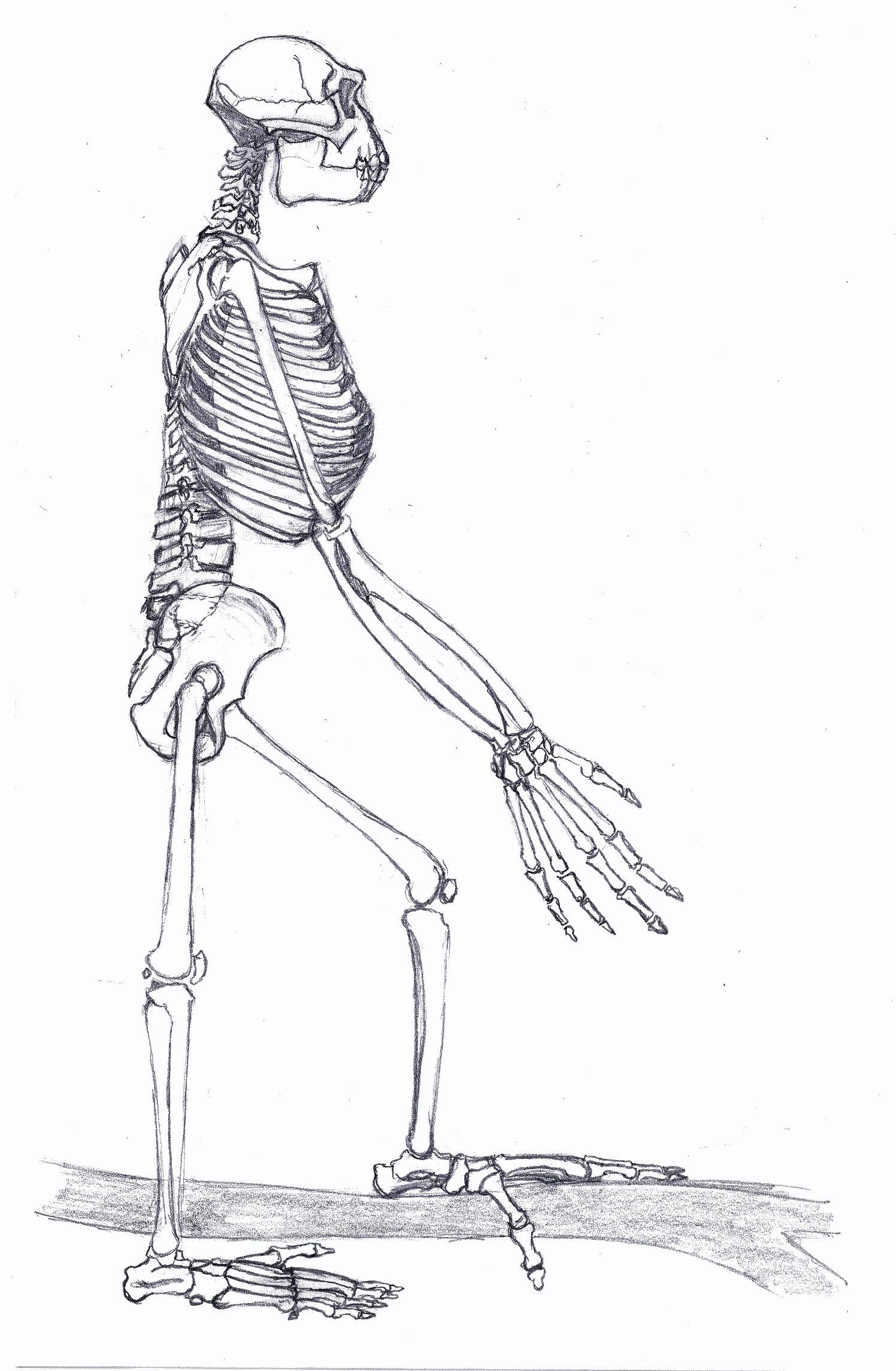
アルディの歩行姿勢

従来信じられていた人類と類人猿の共通祖先はチンパンジーに近いもので、ゴリラやチンパンジーのような「ナックル歩行」をし、雌雄の犬歯には大きな性差があり、オスは大きな犬歯を持っていただろうと考えられていた。また、そこから分岐し、ヒトが直立二足歩行を獲得したときには、原始的であろうとも、現代人と同じように足の親指と他の指が同じ向きに並ぶようになっていただろうとも考えられていた。しかし、アルディはそうした始原的なイメージを大きく覆す特色を備えていた。

### 身長・体重
アルディの身長は120 cm、推定体重は50kgで、身長に比べて体重がかなり重い（参考までに、性的二形が著しいという説もあるアウストラロピテクス・アファレンシスの場合、成人オスは身長151 cm、体重42 kg、メスは身長105 cm、体重29 kgという数値がある）。この重さは、アルディピテクス・ラミドゥスの雌雄の性差が小さかった可能性と結び付けられている。

### 頭蓋骨
復元された頭蓋骨から、脳の大きさは300ccから370ccと見積もられている。この大きさは700万年前のサヘラントロプス「トゥーマイ」の脳（320ccから380cc）とも大差なく300cc前後におさまるチンパンジーの脳とも、大差のない数値といえる。前寄りに位置する大後頭孔は、後述する直立二足歩行の特色を補強する。
現存最古の「トゥーマイ」の場合、眼窩上隆起にかなりの厚みがあり、メスのゴリラと見なす少数意見の論拠にもなっているが、アルディのそれは薄い。

### 歯
アルディの歯はそれほど磨り減っていないため、正確な年齢は不明だが、若い個体だったろうと推測される根拠になっている。歯の磨耗の度合いなどから、アウストラロピテクス属に比べ、磨耗を促進する砂まじりなどの食物をあまり摂取していなかっただろうとも推測されている（この点は後で再び触れる）。
アルディピテクス・ラミドゥスの全身骨格はアルディしか見つかっていないが、歯については少なくとも35個体分が出土しており、犬歯についても20個体分の統計を取ることが可能である。もっともよく見つかる化石が歯であるためだが、諏訪は単に大きさを比較するだけにとどまらず、エナメル質の厚さの測定や象牙質部分のみの分析などまで積み重ねた。分析の結果、犬歯の性差はかなり小さく、アルディはその中でも小さい部類に属することから、性別はメスと判定された。
チンパンジーの場合、オスの犬歯が発達しており、集団内でのメスの獲得や他群のオスとの争いに用いられる。かつてはヒトもチンパンジーのように大きな犬歯を持っていた状態から、進化の過程で犬歯を小型化していったと考えられていたが、アルディ（および他のアルディピテクス・ラミドゥスたち）の犬歯はチンパンジーのように雌雄の性差が大きいものではなく、ヒトが進化の過程で犬歯を小型化させたのと同じように、チンパンジーも進化の過程で犬歯を大型化させていったことを示唆している。アルディの時点で犬歯はそれほど大きくなく、雌雄差も大きくなかったことから、ラヴジョイは特定のオスが特定のメスに食糧を供給する一夫一婦型のような関係が築かれていたと推測している。これはチンパンジーの多雄多雌型とも、ゴリラの一雄多雌型とも違う関係であり、特定の妻子に多くの餌を持ち帰るために両手を使おうとしたことが、直立二足歩行を促したのではないかというわけである。
ほかの歯については、ゴリラやチンパンジーがそれぞれの食性の選好に合わせて歯を特殊化していったのに対し、そういう特殊化の要素は見られない。この事実は、アルディピテクス・ラミドゥスの食生活がゴリラやチンパンジーとは違い、特定の食物への選好を強めたりしない雑食型であったことを示している。

### 手・腕

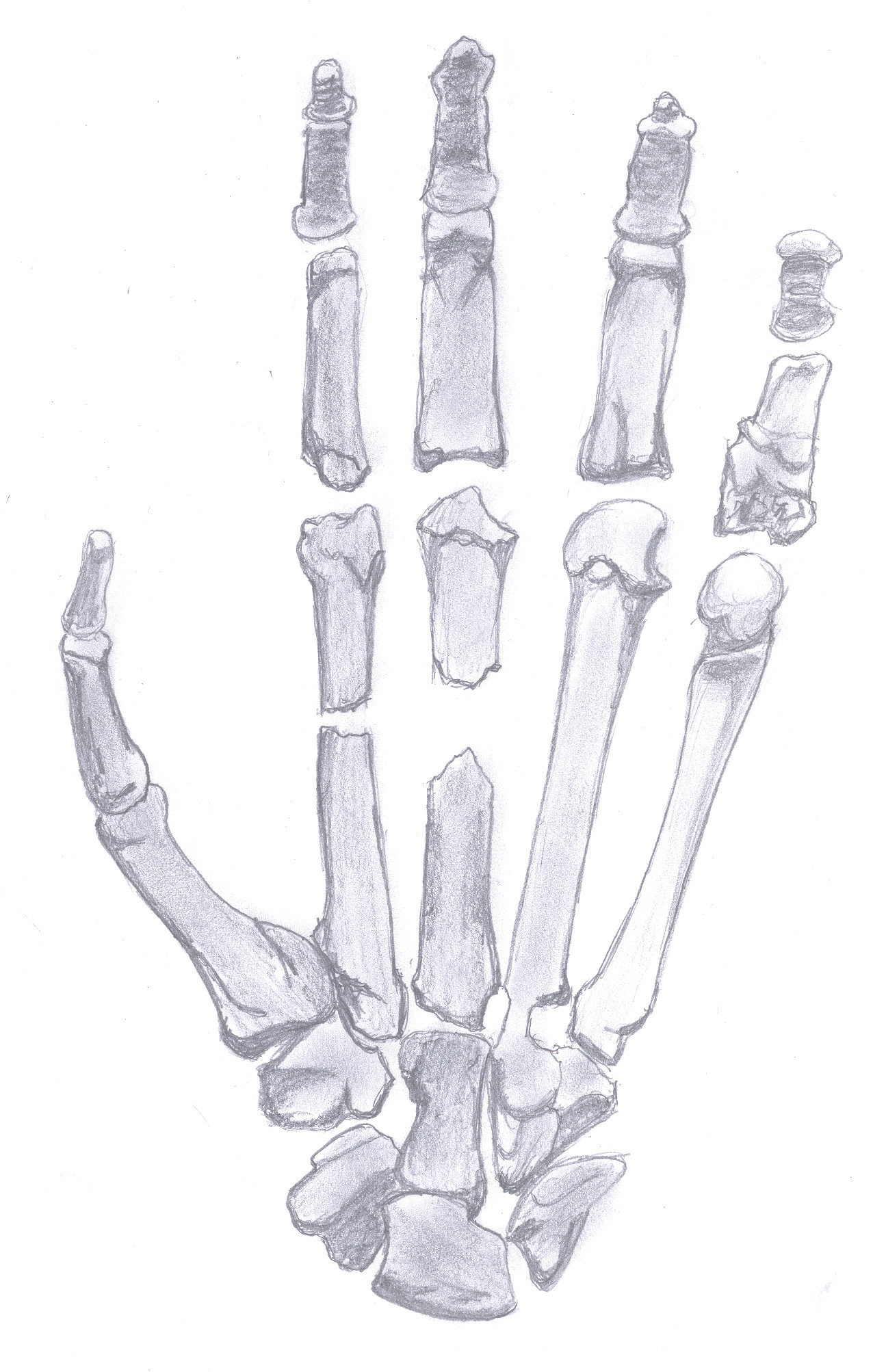
アルディの手

アルディには残りにくい細かい部位も含めてかなり良好な手の骨が保存されていた。かつて人類と類人猿の共通祖先が類人猿に近いと考えられていたときは、それは類人猿がやるような「ナックル歩行」をやっていた可能性も考えられていたが、アルディの手の構造は明らかにそれと違っていた。
体に比して手は大きく、現代人女性と大差はない。手の指が長いのは類人猿と同じだが、類人猿と違って手のひらが短い。ナックル歩行をしていたと見なせる痕跡は見出せず、手で体重を支えるときには手のひらをつくようにしていたと考えられており、樹上ではそういう四足歩行をしていたと見られている。
樹上生活もしていたといっても、腕の長さは類人猿と明らかに異なる。腕の長さを脚の長さで割って100をかけた数値を出すと、ゴリラもチンパンジーも100を超える。これに対してアルディの場合は約90で、現代人（約70）ほどでなくとも類人猿との違いが見られる。

### 下半身
アルディの場合、足の骨も良好に残っており、足に関する重要な特色が読み取れる。現代人の足指は親指と他の指が同じ方向に並んでおり、これはルーシーなどでさえそうであった。しかし、アルディの場合、親指は他の指と対向的についており、物をつかむことができた。ただし、チンパンジーの足は木の枝をつかむのに特化しているが、アルディの足は歩行にも適していた。足根中足部は直立二足歩行に耐えられる頑丈さを備えており、チンパンジーやゴリラには見られない種子骨の一種が体重を支えられるように足裏を補強していた。また、親指以外の4本足はそらせることが可能になっていた。それらの事実から、地上での移動には二足歩行を用い、樹上での移動には四足歩行を用いていたと考えられている。アルディの歩行能力は、のちのホミニンに比べれば原始的で、長距離の歩行や走行はできなかったであろう。足の構造が持つ両面性からは、餌の獲得のために地上に降り、寝泊りする場所はまだ樹上にあったのではないかという指摘もある。
現生人類の骨盤は上下に短く左右に広い構造をすることで、直立時に上半身を支えやすいようになっている。アルディの場合、アウストラロピテクス・アファレンシスのルーシーと比べてさえも上下に長く、より原始的な特徴を備えている。直立二足歩行の能力で劣ったことが指摘されているが、骨盤上部には直立歩行に適応するような要素も認められる。また、木登りに適した特色が混在しているとも指摘されている。腰の骨と仙骨の近接具合がその後のヒトの構造に共通すると指摘する者や、腸骨にアウストラロピテクス属に共通する特色が見られると指摘する者もいる。

### 生息年代・環境
生息していた年代である440万年という数字は、アルディが発見された地層をはさんでいた火山灰層のどちらからも、アルゴン-アルゴン法でその数値がはじき出されたからである。結果としてアルディのいた地層はその間の100年から1万年程度のうちに堆積したと推測されている。
また、一緒に出土したのは森林に生息するレイヨウやサルの一種などの化石や種子・木片の化石などで、その生息環境には森林が身近にあったことをうかがわせる。前述の砂まじりの食物をあまり摂っていなかったらしいという歯の特色も、サバンナで暮らしていたアウストラロピテクス属と違い、サバンナへの本格的な進出をしていなかったことをうかがわせる。アルディが暮らしていた環境は、森林とサバンナが入り混じるようなものだったろうと推測されている。その推測は、かつて広く知られていたイヴ・コパンの仮説「イーストサイドストーリー」が誤っていたことを示している。